# Cai von Rantzau
Cai von Rantzau (* 3. Mai 1726; † 21. Juli 1792) war Herr auf Gaartz im Kreis Oldenburg, Klosterpropst und Träger des Danebrog-Ordens.

## Leben
Cai von Rantzau war Herr auf Gaartz und ab 1752 dänischer Etats- und Landrat, sowie dänischer Gesandter am großbritannischen Hof in England von 1754 bis 1757. Danach ging er an das Obergericht zu Gottorf, wo er zunächst als Vizekanzler und ab 1766 als Kanzler des Herzogtums Schleswig tätig war. 1770 wurde er zum Geheimen Konferenzrat ernannt und Propst der Klöster Preetz und Schleswig, sowie Patron des Klosters in Itzehoe. In dieser Zeit wurde er auch Ritter vom Danebrog-Orden. Er war verheiratet mit Dorothea von Ahlefeldt (1744–1775), die Tochter von Johann Rudolph von Ahlefeldt auf Damp und Hohenstein.